# Dombes

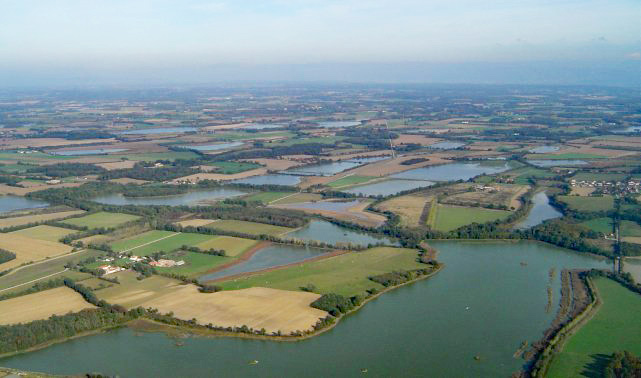
Charakteristische Landschaft in den Dombes mit Fischteichen

Dombes (im Französischen sowohl Les Dombes als auch La Dombes, Arpitan: La Domba) ist eine Landschaft in Ostfrankreich, im Frühmittelalter Teil der Provinz Burgund, heute Teil des Départements Ain in der Region Auvergne-Rhône-Alpes.

## Geographie
Die Dombes werden im Westen von der Saône, im Süden von der Rhône, im Osten vom Ain und im Norden von der Landschaft Bresse begrenzt. Die Gegend bildet ein hügeliges Plateau mit einer leichten Neigung Richtung Nordwesten, wobei die höchsten Stellen an Ain und Rhône eine Höhe von rund 300 m über NN erreichen.
Der oberflächennahe Untergrund der Dombes besteht aus eiszeitlichen Sedimentablagerungen, in der Hauptsache aus wasserundurchlässigem Geschiebelehm. Charakteristisch sind daher die zahlreichen Fischteiche (Étangs), die seit dem 15. Jahrhundert, in einigen Fällen aber auch schon früher, von den Grundbesitzern unter Ausnutzung der natürlichen Bodensenken angelegt wurden. Die Teichwirtschaft bot den Grundherren zwar eine sichere Einnahmequelle, führte aber durch Krankheiten wie beispielsweise Malaria, die Umsiedlung ganzer Dörfer und die Abnahme der landwirtschaftlich nutzbaren Flächen zu einem Bevölkerungsrückgang. Auf Beschluss der Gesetzgebenden Nationalversammlung wurde daher Ende des 18. Jahrhunderts die Zahl der Teiche reduziert. Gleichzeitig wurde damit begonnen, die Region durch Straßen zu erschließen. Heute gibt es in den Dombes rund 1.000 Fischteiche, die eine Gesamtfläche von rund 100 km² bedecken; genaue statistische Angaben sind hierbei schwierig, da die Teiche regelmäßig trockengelegt werden, um den Boden zu kultivieren. Hierfür wird dann an anderer Stelle ein neuer Teich angelegt. Gezüchtet werden hauptsächlich Karpfen, Hechte und Schleien.

## Geschichte

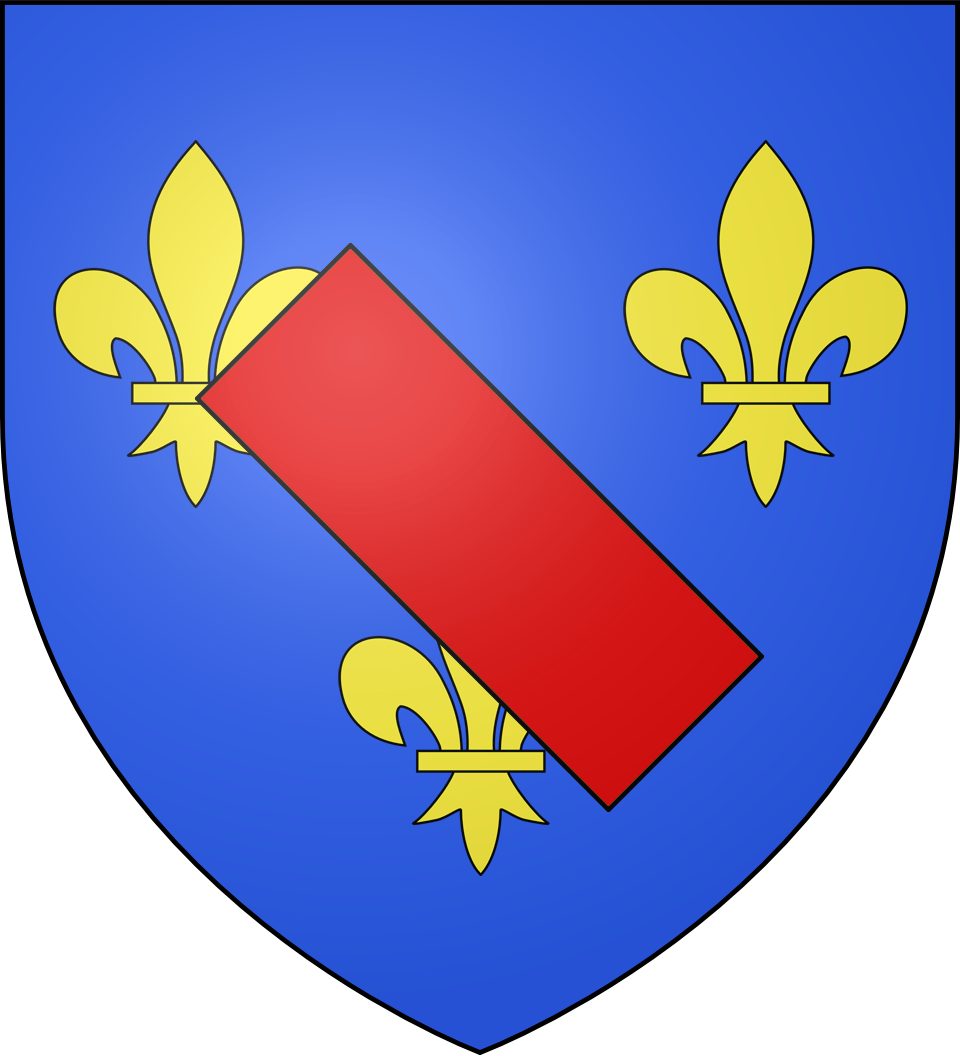
Das Wappen des Fürstentums Dombes

Die Dombes (lat. Dumbae) waren einst Teil des Königreichs Arelat. Im 11. Jahrhundert, als das Königreich zu zerfallen begann, gerieten sie unter den Einfluss von örtlichen Herrschern wie den Herren von Beaujeu. 1400 erwarb Louis II., Herzog von Bourbon, den nördlichen, zwei Jahre danach den südlichen Teil und machte daraus das Fürstentum Dombes mit Trévoux als Hauptstadt.

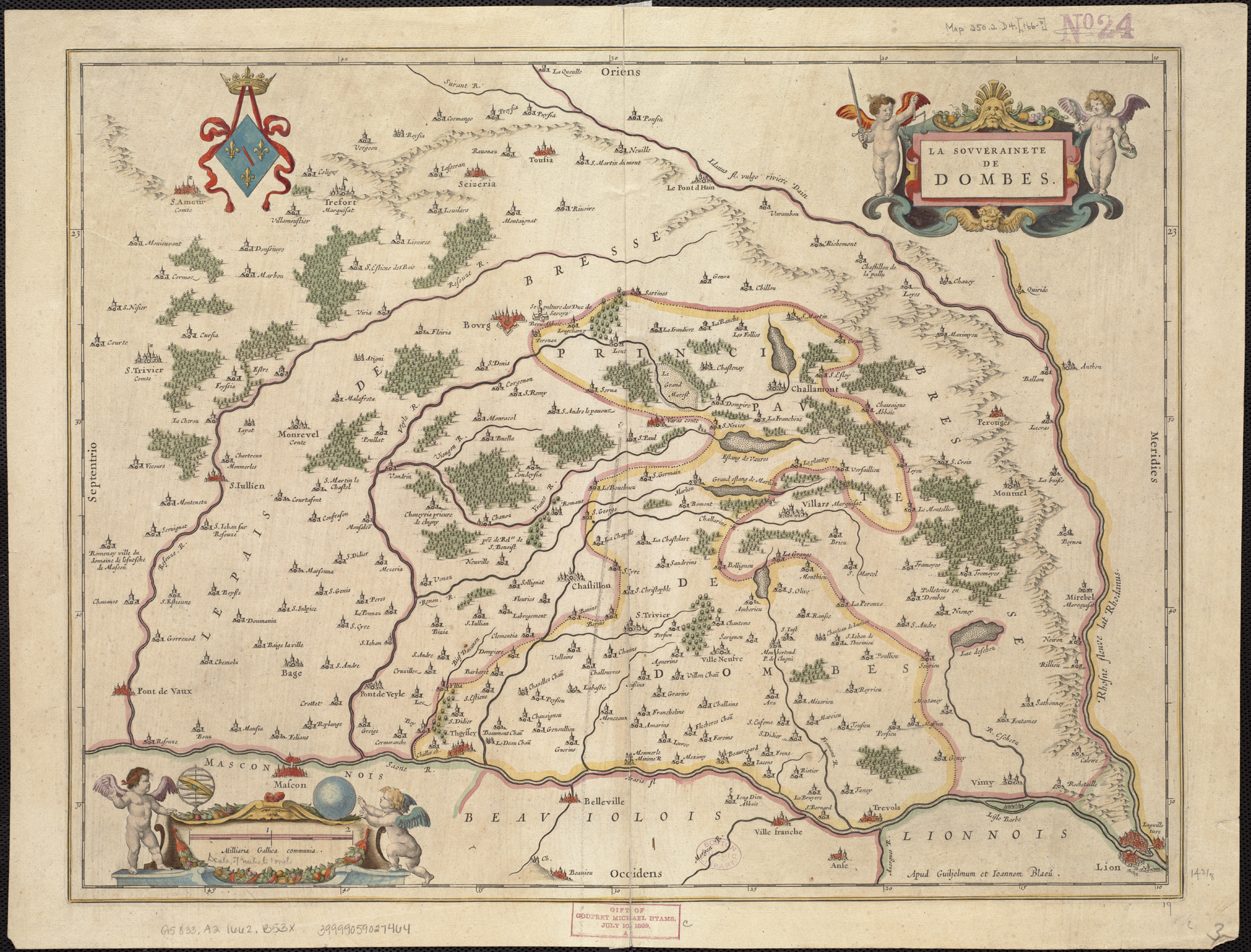
Historische Karte der Dombes (1662)

Das Fürstentum wurde 1523 von Franz I. zusammen mit anderen Besitzungen von Charles III. de Bourbon-Montpensier eingezogen, 1527 der Königinmutter Luise von Savoyen zugesprochen und nach ihrem Tod nacheinander von Franz I., Heinrich II., Franz II. und Katharina von Medici gehalten. 1561 wurde es Louis de Bourbon-Montpensier verliehen, von dessen Nachkommen es bis 1682 gehalten wurde. Dann gab Anne Marie Louise d’Orléans, Herzogin von Montpensier, es an den Herzog von Maine, einen unehelichen Sohn Ludwigs XIV. ab, als Teil des Lösegeldes für die Freilassung ihres Liebhabers, des Herzogs von Lauzun.
Der älteste Sohn des Herzogs von Maine, Louis Auguste II. de Bourbon, Fürst von Dombes, diente in der Armee Eugens von Savoyen im Venezianisch-Österreichischen Türkenkrieg gegen die Osmanen (1717) und nahm am Polnischen Thronfolgekrieg (1733–1734) und am Österreichischen Erbfolgekrieg (1742–1747) teil. Ihm folgte als Fürst von Dombes sein Bruder, Louis Charles de Bourbon (1701–1775), der Comte d’Eu, der das Fürstentum 1762 der französischen Krone überließ.

## Gemeinden in den Dombes
| - Ambérieux-en-Dombes - Birieux - Bouligneux - Chalamont - La Chapelle-du-Châtelard - Châtenay - Châtillon-la-Palud - Châtillon-sur-Chalaronne - Condeissiat - Crans - Dompierre-sur-Chalaronne - Dompierre-sur-Veyle | - Joyeux - Lapeyrouse - Lent - Le Montellier - Le Plantay - Marlieux - Monthieux - Neuville-les-Dames - Relevant - Romans - Saint-André-le-Bouchoux - Saint-André-sur-Vieux-Jonc | - Saint-Éloi - Sainte-Olive - Saint-Georges-sur-Renon - Saint-Marcel - Saint-Nizier-le-Désert - Saint-Paul-de-Varax - Sandrans - Servas - La Tranclière - Versailleux - Villars-les-Dombes |